# Emmanuel Gyabuaa
Emmanuel Gyabuaa (Parma, 21 de septiembre de 2001) es un futbolista italiano que juega en la demarcación de centrocampista para la U. S. Avellino 1912 de la Serie B.

## Biografía
Nacido en Italia, es descendiente de ghaneses.
Tras formarse en las filas inferiores del Atalanta B. C. desde los catorce años, finalmente en 2020 ascendió al primer club, haciendo su debut el 13 de diciembre en un encuentro de la Serie A contra la ACF Fiorentina tras sustituir a Matteo Pessina en el minuto 89, finalizando el encuentro con un resultado de 3-0 a favor del conjunto bergamasco. De cara a los siguientes cursos salió cedido, primero a la A. C. Perugia Calcio y después al Delfino Pescara 1936. Tras esta segunda cesión volvió a Bérgamo, donde estuvo un par de campañas antes de ser prestado a la U. S. Avellino 1912 en julio de 2025.

## Clubes
| Club                          | País   | Año       | Partidos | Goles |
| ----------------------------- | ------ | --------- | -------- | ----- |
| Atalanta B. C.                | Italia | 2020-2021 | 1        | 0     |
| A. C. Perugia Calcio (cedido) | Italia | 2021-2022 | 7        | 0     |
| Delfino Pescara 1936 (cedido) | Italia | 2022-2023 | 28       | 1     |
| Atalanta B. C. U23            | Italia | 2023-2025 | 74       | 1     |
| U. S. Avellino 1912 (cedido)  | Italia | 2025-     |          |       |